# Marco Micheli
| 177853 Lumezzane        | 5 agosto 2005   |
| 229836 Wladimarinello   | 28 agosto 2009  |
| 233559 Pizzetti         | 4 agosto 2007   |
| 266710 Pedrettiadriana  | 31 agosto 2009  |
| 352148 Tarcisiozani     | 4 agosto 2007   |
| 614690 Conversimarcello | 4 dicembre 2021 |

Marco Micheli (Brescia, 1983) è un astronomo italiano.

## Biografia
Laureatosi nel 2007 in astronomia e astrofisica all'Università di Pisa con una tesi sull'effetto YORP, si è trasferito per il dottorato all'Università delle Hawaii. Si è poi trasferito presso l'ESA a Frascati.
Con il team del progetto Pan-STARRS è stato protagonista il 29 gennaio 2011 del record di nuovi asteroidi individuati in una singola notte.
Il Minor Planet Center gli accredita le scoperte di ventisei asteroidi, effettuate tra il 2005 e il 2021, in parte in collaborazione con altri astronomi: Fabrizio Bernardi, Adam Draginda, Peter Forshay, Teddy George, Wladimiro Marinello, Gianpaolo Pizzetti, David James Tholen e Lisa Wells.
A giugno 2018 ha pubblicato uno studio su 1I/'Oumuamua, il primo asteroide interstellare, che suggerisce come questo corpo celeste possa essere di natura cometaria, sebbene non abbia mostrato alcuna attività in modo evidente nello spettro visivo durante il transito nel sistema solare.
Gli è stato dedicato l'asteroide 10277 Micheli.